# ハイドンの交響曲一覧
ハイドンの交響曲一覧では、フランツ・ヨーゼフ・ハイドンの交響曲のリストを示す。

## 概要
20世紀はじめのブライトコプフ社ハイドン全集（GA）においてオイゼビウス・マンディチェフスキはハイドンの交響曲に時代順に104番までの番号を振り、ホーボーケン番号はそれに従っている。しかしながらその後の研究の進展によって、実際にはあまり年代順には並んでいないことがわかっている。たとえば年代のわかっている最古の作品は交響曲第37番（1758年の筆写譜が残っており、それ以前の作品）であるし、交響曲第72番もまた初期の作品である。
ハイドンの交響曲は106曲（1 - 104番、A、B）が存在し、それ以外に断片曲が1曲、協奏交響曲、および偽作も存在する。交響曲は20歳代なかばから60歳代までの約40年間にわたって作曲され、18世紀後半における交響曲の発展の中核を形成したといえる。
初期の交響曲については不明な点が多い。19世紀はじめのグリージンガー（Georg August Griesinger）のハイドン伝によると、1759年以降、ボヘミアのモルツィン伯爵家の音楽監督として活動していた時期にハイドンは最初の交響曲である交響曲第1番を書いたとされる。しかし、上記の37番がそれ以前の作品であることから、それ以前のウィーン時代にすでに交響曲を作曲していたか、あるいはハイドンがそれ以前からモルツィン伯爵家に仕えていたと考えられる。最近ではモルツィン伯爵に仕えるようになった時期を1757年ごろに引き上げ、交響曲第1番や第37番はその頃に書かれたと考えられるようになってきている。
1765年までの初期の交響曲では楽章構成が一定していないが、その後は4楽章構成（第2楽章が緩徐楽章、第3楽章がメヌエット）でほぼ安定する。1766年にエステルハージ家の楽長に就任した後、1767 - 1768年ごろからしばしば革新的な語法を採用し、ハイドンの「シュトルム・ウント・ドラング」時代と呼ばれる。1773年ごろからはエステルハーザの劇場の音楽監督の仕事で忙しくなるが、この頃の音楽はより娯楽的で軽い傾向を見せる（古典的とも呼ばれる）。
1780年以前のエステルハージ家の楽団は現代のオーケストラからは考えられないほど小さなものであり、むしろ室内アンサンブルと呼んだ方が適切で、1767年ごろまでは13 - 16人の間だった。その後少し大きくなり、1780年代には22 - 24人になった。ただし、初期には時々コーラングレや4本のホルンが使われているものがある。初期の交響曲ではフルートが使われることがあったが、フルート奏者のフランツ・ジーグルが1765年9月に解雇されてからは長らく管楽器はオーボエとホルンのみだった（ファゴットも使われたが、1774年の交響曲第54番以前は通常独立したパートを持たず、チェロやコントラバスとともに「低音」の楽譜を演奏していた）。
なお、初期の交響曲はチェンバロを加えて演奏されることが多いが、研究者はハイドンの交響曲では初期からチェンバロは使われていなかったと考えている。1791-1792年のザロモンの演奏会でハイドンはチェンバロの前に座ったとされ、実際交響曲第98番の自筆譜にはハイドン本人によって演奏されたであろうチェンバロの独奏がある（これはハイドンの全交響曲で唯一チェンバロを必要とする箇所でもある）が、当時の筆写譜や印刷譜にはチェンバロ独奏部は存在せず、本来は曲の一部ではなくてその場だけのサービスのつもりだったかもしれない。
1780年代にはいるとエステルハージ家の外からの注文で交響曲を書くことが多くなり、有名なパリ交響曲やロンドン交響曲が生まれることになる。後者ではじめて40人を越えるオーケストラが使われた。第2期ロンドン交響曲でははじめてクラリネットが使用された。
いくつかの交響曲には愛称がついているが、そのほとんどはハイドンがつけたものではなく、ハイドンの没後につけられたものも多い。その中には適切とは言えないものも多く、由来が不明のもの（マーキュリー、帝国）や勘違いによるもの（マリア・テレジア、奇蹟）もある。

## 交響曲一覧（Hob. I）
| I   | 作品タイトル                            | 作曲年代               | 編成                                           | 備考                                                                          |
| --- | --------------------------------------- | ---------------------- | ---------------------------------------------- | ----------------------------------------------------------------------------- |
| 1   | 交響曲第1番 ニ長調                      | 1757                   | 2ob、2hrn、弦楽                                |                                                                               |
| 2   | 交響曲第2番 ハ長調                      | 1757 - 59/61以前? - 64 | 2ob、2hrn、弦楽                                |                                                                               |
| 3   | 交響曲第3番 ト長調                      | 1759/60? - 62          | 2ob、2hrn、弦楽                                |                                                                               |
| 4   | 交響曲第4番 ニ長調                      | 1760以前? - 62         | 2ob、2hrn、弦楽                                |                                                                               |
| 5   | 交響曲第5番 イ長調                      | 1760以前? - 62         | 2ob、2hrn、弦楽                                |                                                                               |
| 6   | 交響曲第6番 ニ長調『朝』                | 1761?                  | fl、2ob、fg、2hrn、弦楽                        |                                                                               |
| 7   | 交響曲第7番 ハ長調『昼』                | 1761                   | fl、2ob、fg、2hrn、弦楽                        |                                                                               |
| 8   | 交響曲第8番 ト長調『夕』                | 1761?                  | fl、2ob、fg、2hrn、弦楽                        | 『晩』とも。                                                                  |
| 9   | 交響曲第9番 ハ長調                      | 1762                   | 2ob、fg、2hrn/（2fl、fg）、弦楽                |                                                                               |
| 10  | 交響曲第10番 ニ長調                     | 1761? - 66             | 2ob、fg、2hrn、弦楽                            |                                                                               |
| 11  | 交響曲第11番 変ホ長調                   | 1761? - 62（/1769?）   | 2ob、fg、2hrn、弦楽                            |                                                                               |
| 12  | 交響曲第12番 ホ長調                     | 1763                   | 2ob、fg、2hrn、弦楽                            |                                                                               |
| 13  | 交響曲第13番 ニ長調                     | 1763                   | fl、2ob、4hrn、弦楽                            |                                                                               |
| 14  | 交響曲第14番 イ長調                     | 1762/631764以前        | 2ob、2hrn、弦楽                                |                                                                               |
| 15  | 交響曲第15番 ニ長調                     | 1761                   | 2ob、2hrn、弦楽                                |                                                                               |
| 16  | 交響曲第16番 変ロ長調                   | 1760頃/63?             | 2ob、2hrn、弦楽                                |                                                                               |
| 17  | 交響曲第17番 ヘ長調                     | 1760頃/62?             | 2ob、2hrn、弦楽                                |                                                                               |
| 18  | 交響曲第18番 ト長調                     | 1762頃/64?             | 2ob、2hrn、弦楽                                |                                                                               |
| 19  | 交響曲第19番 ニ長調                     | 1757 - 59頃/60?        | 2ob、2hrn、弦楽                                |                                                                               |
| 20  | 交響曲第20番 ハ長調                     | 1757 - 59頃/63?        | 2ob、2hrn、2tp、timp、弦楽                     |                                                                               |
| 21  | 交響曲第21番 イ長調                     | 1764                   | 2ob、2hrn、弦楽                                |                                                                               |
| 22  | 交響曲第22番 変ホ長調『哲学者』         | 1764                   | 2eng-hrn、2hrn、弦楽                           | 2版あり。                                                                     |
| 23  | 交響曲第23番 ト長調                     | 1764                   | 2ob、2hrn、弦楽                                |                                                                               |
| 24  | 交響曲第24番 ニ長調                     | 1764                   | fl/2ob、2hrn、弦楽                             |                                                                               |
| 25  | 交響曲第25番 ハ長調                     | 1761頃                 | 2ob、2hrn、弦楽                                |                                                                               |
| 26  | 交響曲第26番 ニ短調『ラメンタチオーネ』 | 1768                   | 2ob、2hrn、弦楽                                |                                                                               |
| 27  | 交響曲第27番 ト長調                     | 1761頃                 | 2ob、2hrn、弦楽                                |                                                                               |
| 28  | 交響曲第28番 イ長調                     | 1765                   | 2ob、2hrn、弦楽                                |                                                                               |
| 29  | 交響曲第29番 ホ長調                     | 1765                   | 2ob、2hrn、弦楽                                |                                                                               |
| 30  | 交響曲第30番 ハ長調『アレルヤ』         | 1765                   | fl、2ob、fg、2hrn、（4tp）、弦楽               |                                                                               |
| 31  | 交響曲第31番 ニ長調『ホルン信号』       | 1765                   | fl、2ob、4hrn、弦楽                            |                                                                               |
| 32  | 交響曲第32番 ハ長調                     | 1760頃                 | 2ob、2hrn、2tp、timp、弦楽                     |                                                                               |
| 33  | 交響曲第33番 ハ長調                     | 1760頃                 | 2ob、2hrn、2tp、timp、弦楽                     |                                                                               |
| 34  | 交響曲第34番 ニ短調                     | 1767以前               | 2ob、2hrn、弦楽                                |                                                                               |
| 35  | 交響曲第35番 変ロ長調                   | 1767                   | 2ob、2hrn、弦楽                                |                                                                               |
| 36  | 交響曲第36番 変ホ長調                   | 1761頃                 | 2ob、2hrn、弦楽                                |                                                                               |
| 37  | 交響曲第37番 ハ長調                     | 1757 - 59頃            | 2ob、2hrn/（2tp、timp）、弦楽                  |                                                                               |
| 38  | 交響曲第38番 ハ長調『こだま』           | 1769頃                 | 2ob、2hrn/（2tp、timp）、弦楽                  | 『エコー』とも。                                                              |
| 39  | 交響曲第39番 ト短調                     | 1765頃                 | 2ob、4hrn、弦楽                                |                                                                               |
| 40  | 交響曲第40番 ヘ長調                     | 1763                   | 2ob、2hrn、弦楽                                |                                                                               |
| 41  | 交響曲第41番 ハ長調                     | 1770頃                 | fl、2ob、2hrn、弦楽                            |                                                                               |
| 42  | 交響曲第42番 ニ長調                     | 1771                   | 2ob、2fg、2hrn、弦楽                           |                                                                               |
| 43  | 交響曲第43番 変ホ長調『マーキュリー』   | 1771頃                 | 2ob、2hrn、弦楽                                | 『水星』とも。                                                                |
| 44  | 交響曲第44番 ホ短調『悲しみ』           | 1772以前               | 2ob、2hrn、弦楽                                |                                                                               |
| 45  | 交響曲第45番 嬰ヘ短調『告別』           | 1772                   | 2ob、fg、2hrn、弦楽                            | 『さよなら交響曲』の別称もあり。                                              |
| 46  | 交響曲第46番 ロ長調                     | 1772                   | 2ob、2hrn、弦楽                                |                                                                               |
| 47  | 交響曲第47番 ト長調『パリンドローム』   | 1772                   | 2ob、2hrn、弦楽                                | 『パリンドローム』とは「回文」の意味。                                        |
| 48  | 交響曲第48番 ハ長調『マリア・テレジア』 | 1769以前               | 2ob、2hrn、弦楽（2tp、timp）                   |                                                                               |
| 49  | 交響曲第49番 ヘ短調『受難』             | 1773                   | 2ob、2hrn、弦楽                                |                                                                               |
| 50  | 交響曲第50番 ハ長調                     | 1773頃                 | 2ob、2hrn、2tp、timp、弦楽                     | 『神々の怒り』の序曲。                                                        |
| 51  | 交響曲第51番 変ロ長調                   | 1771頃                 | 2ob、2hrn、弦楽                                |                                                                               |
| 52  | 交響曲第52番 ハ短調                     | 1771頃                 | 2ob、（fg、）2hrn、弦楽                        |                                                                               |
| 53  | 交響曲第53番 ニ長調『帝国』             | 1778 - 79頃            | fl、2ob、fg、2hrn、弦楽                        | 第3版ではティンパニ付加。                                                     |
| 54  | 交響曲第54番 ト長調                     | 1774頃                 | 2ob、2fg、2hrn、弦楽 （第3版：2fl、2tp、timp） |                                                                               |
| 55  | 交響曲第55番 変ホ長調『校長先生』       | 1774頃                 | 2ob、fg、2hrn、弦楽                            |                                                                               |
| 56  | 交響曲第56番 ハ長調                     | 1774                   | 2ob、fg、2hrn、2tp、timp、弦楽                 |                                                                               |
| 57  | 交響曲第57番 ニ長調                     | 1774                   | 2ob、2hrn、弦楽                                |                                                                               |
| 58  | 交響曲第58番 ヘ長調                     | 1776                   | 2ob、2hrn、弦楽                                |                                                                               |
| 59  | 交響曲第59番 イ長調『火事』             | 1766頃                 | 2ob、2hrn、弦楽                                | 劇付随音楽『火事』より編曲。                                                  |
| 60  | 交響曲第60番 ハ長調『うかつ者』         | 1774                   | 2ob、2hrn、2tp、弦楽                           | 5幕の喜劇『うかつ者』付随音楽より編曲。『うっかり者』『うすのろ』とも。       |
| 61  | 交響曲第61番 ニ長調                     | 1776                   | fl、2ob、2fg、2hrn、timp、弦楽                 |                                                                               |
| 62  | 交響曲第62番 ニ長調                     | 1780頃                 | fl、2ob、fg、2hrn、弦楽                        |                                                                               |
| 63  | 交響曲第63番 ハ長調『ラ・ロクスラーヌ』 | 1779頃                 | fl、2ob、fg、2hrn、弦楽                        |                                                                               |
| 64  | 交響曲第64番 イ長調『時の移ろい』       | 1773?/78以前           | 2ob、2hrn、弦楽                                |                                                                               |
| 65  | 交響曲第65番 イ長調                     | 1771頃                 | 2ob、2hrn、弦楽                                |                                                                               |
| 66  | 交響曲第66番 変ロ長調                   | 1775 - 76頃            | 2ob、2fg、2hrn、弦楽                           |                                                                               |
| 67  | 交響曲第67番 ヘ長調                     | 1775 - 76頃            | 2ob、2fg、2hrn、弦楽                           |                                                                               |
| 68  | 交響曲第68番 変ロ長調                   | 1774頃                 | 2ob、2fg、2hrn、弦楽                           | 3楽章の短縮版あり。                                                           |
| 69  | 交響曲第69番 ハ長調『ラウドン将軍』     | 1775 - 76頃            | 2ob、2fg、2hrn、2tp、timp、弦楽                | 『ラウドン』とも。                                                            |
| 70  | 交響曲第70番 ニ長調                     | 1778 - 79頃            | fl、2ob、fg、弦楽                              |                                                                               |
| 71  | 交響曲第71番 変ロ長調                   | 1778 - 79頃/80         | fl、2ob、fg、2hrn、弦楽                        |                                                                               |
| 72  | 交響曲第72番 ニ長調                     | 1763 - 65頃            | fl、2ob、fg、4hrn、弦楽                        |                                                                               |
| 73  | 交響曲第73番 ニ長調『狩』               | 1781?/1782以前         | fl、2ob、2fg、2hrn、弦楽（/2tp、timp）         | 第4楽章は『報いられたまこと』の序曲より。                                     |
| 74  | 交響曲第74番 変ホ長調                   | 1780?/81以前           | fl、2ob、fg、2hrn、弦楽                        |                                                                               |
| 75  | 交響曲第75番 ニ長調                     | 1779? - 80             | fl、2ob、2fg、2hrn、弦楽                       |                                                                               |
| 76  | 交響曲第76番 変ホ長調                   | 1782                   | fl、2ob、2fg、2hrn、弦楽                       | 『イギリス交響曲』第1曲。                                                     |
| 77  | 交響曲第77番 変ロ長調                   | 1782                   | fl、2ob、2fg、2hrn、弦楽                       | 『イギリス交響曲』第2曲。                                                     |
| 78  | 交響曲第78番 ハ短調                     | 1782                   | fl、2ob、2fg、2hrn、弦楽                       | 『イギリス交響曲』第3曲。                                                     |
| 79  | 交響曲第79番 ヘ長調                     | 1783/84                | fl、2ob、2fg、2hrn、弦楽                       |                                                                               |
| 80  | 交響曲第80番 ニ短調                     | 1783/84                | fl、2ob、2fg、2hrn、弦楽                       |                                                                               |
| 81  | 交響曲第81番 ト長調                     | 1783/84                | fl、2ob、2fg、2hrn、弦楽                       |                                                                               |
| 82  | 交響曲第82番 ハ長調『熊』               | 1786                   | fl、2ob、2fg、2hrn、弦楽（/2tp、timp）         | 『パリ交響曲』第6曲。                                                         |
| 83  | 交響曲第83番 ト短調『めんどり』         | 1785                   | fl、2ob、2fg、2hrn、弦楽                       | 『パリ交響曲』第3曲。                                                         |
| 84  | 交響曲第84番 変ホ長調                   | 1786                   | fl、2ob、2fg、2hrn、弦楽                       | 『パリ交響曲』第4曲。                                                         |
| 85  | 交響曲第85番 変ロ長調『王妃』           | 1785?                  | fl、2ob、2fg、2hrn、弦楽                       | 『パリ交響曲』第2曲。                                                         |
| 86  | 交響曲第86番 ニ長調                     | 1786                   | fl、2ob、2fg、2hrn、2tp、timp、弦楽            | 『パリ交響曲』第5曲。                                                         |
| 87  | 交響曲第87番 イ長調                     | 1785                   | fl、2ob、2fg、2hrn、弦楽                       | 『パリ交響曲』第1曲。                                                         |
| 88  | 交響曲第88番 ト長調『V字』              | 1787頃                 | fl、2ob、2fg、2hrn、2tp、timp、弦楽            | 『トスト交響曲』。                                                            |
| 89  | 交響曲第89番 ヘ長調                     | 1787                   | fl、2ob、2fg、2hrn、弦楽                       | 『トスト交響曲』。                                                            |
| 90  | 交響曲第90番 ハ長調                     | 1789                   | fl、2ob、2fg、2hrn、弦楽（/2tp、timp）         | 『ドーニ交響曲』。                                                            |
| 91  | 交響曲第91番 変ホ長調                   | 1788                   | fl、2ob、2fg、2hrn、弦楽                       | 『ドーニ交響曲』。                                                            |
| 92  | 交響曲第92番 ト長調『オックスフォード』 | 1789                   | fl、2ob、2fg、2hrn、弦楽（/2tp、timp）         | 『ドーニ交響曲』                                                              |
| 93  | 交響曲第93番 ニ長調                     | 1791                   | 2fl、2ob、2fg、2hrn、2tp、timp、弦楽           | 『第1期ザロモン交響曲』第3曲。                                                |
| 94  | 交響曲第94番 ト長調『驚愕』             | 1791                   | 2fl、2ob、2fg、2hrn、2tp、timp、弦楽           | 『第1期ザロモン交響曲』第5曲。『びっくり交響曲』の別称もあり。                |
| 95  | 交響曲第95番 ハ短調                     | 1791                   | fl、2ob、2fg、2hrn、2tp、timp、弦楽            | 『第1期ザロモン交響曲』第2曲。                                                |
| 96  | 交響曲第96番 ニ長調『奇蹟』             | 1791                   | 2fl、2ob、2fg、2hrn、2tp、timp、弦楽           | 『第1期ザロモン交響曲』第1曲。                                                |
| 97  | 交響曲第97番 ハ長調                     | 1792                   | 2fl、2ob、2fg、2hrn、2tp、timp、弦楽           | 『第1期ザロモン交響曲』第6曲。                                                |
| 98  | 交響曲第98番 変ロ長調                   | 1792                   | fl、2ob、2fg、2hrn、2tp、timp、弦楽            | 『第1期ザロモン交響曲』第4曲。                                                |
| 99  | 交響曲第99番 変ホ長調                   | 1793                   | 2fl、2ob、2cl、2fg、2hrn、2tp、timp、弦楽      | 『第2期ザロモン交響曲』第1曲。                                                |
| 100 | 交響曲第100番 ト長調『軍隊』            | 1793 - 94              | 2fl、2ob、2cl、2fg、2hrn、2tp、timp、弦楽      | 『第2期ザロモン交響曲』第3曲。                                                |
| 101 | 交響曲第101番 ニ長調『時計』            | 1793 - 94              | 2fl、2ob、2cl、2fg、2hrn、2tp、timp、弦楽      | 『第2期ザロモン交響曲』第2曲。                                                |
| 102 | 交響曲第102番 変ロ長調                  | 1794                   | 2fl、2ob、2fg、2hrn、2tp、timp、弦楽           | 『第2期ザロモン交響曲』第4曲。                                                |
| 103 | 交響曲第103番 変ホ長調『太鼓連打』      | 1795                   | 2fl、2ob、2cl、2fg、2hrn、2tp、timp、弦楽      | 『第2期ザロモン交響曲』第5曲。                                                |
| 104 | 交響曲第104番 ニ長調『ロンドン』        | 1795                   | 2fl、2ob、2cl、2fg、2hrn、2tp、timp、弦楽      | 『第2期ザロモン交響曲』第6曲。                                                |
| 105 | 協奏交響曲 変ロ長調（交響曲第105番）    | 1792                   | vn、vc、ob、fg、Orch                           | 作品84。自筆譜にはコンチェルタンテと記載。                                    |
| 106 | 交響曲 ニ長調（第106番）                | 1769?                  | 2ob、2hrn、弦楽                                | 第1楽章のみ現存。『漁師の娘たち』の序曲か。                                   |
| 107 | 交響曲 A 変ロ長調（第107番）            | 1757 - 61頃?           | 2ob、2hrn、弦楽                                | ヴァーゲンザイル作曲説あり。作品1の弦楽四重奏曲（Hob. III:5）はこの曲の編曲。 |
| 108 | 交響曲 B 変ロ長調（第108番）            | 1757 - 61頃?           | 2ob、fg、2hrn、弦楽                            |                                                                               |

## 偽作の交響曲
ホーボーケン番号の後に付けられるアルファベットは調性の略で、大文字の「C1」は「ハ長調の交響曲」、小文字の「c1」は「ハ短調の交響曲」を意味する。
| I        | 作品タイトル    | 作曲年代 | 備考                                 |
| -------- | --------------- | -------- | ------------------------------------ |
| C1 - 34  | 交響曲 ハ長調   | -        | C8のみ4楽章                          |
| c1 - 4   | 交響曲 ハ短調   | -        |                                      |
| D1 - 33  | 交響曲 ニ長調   | -        | D13のみ6楽章                         |
| d1 - 4   | 交響曲 ニ短調   | -        |                                      |
| Es1 - 17 | 交響曲 変ホ長調 | -        |                                      |
| E1 - 3   | 交響曲ホ長調    | -        |                                      |
| e1       | 交響曲 ホ短調   | -        |                                      |
| F1 - 15  | 交響曲 ヘ長調   | -        | F7のみ4楽章                          |
| G1 - 9   | 交響曲 ト長調   | -        | G3のみ4楽章                          |
| g1       | 交響曲 ト短調   | -        | アレグロ楽章のみ                     |
| A1 - 9   | 交響曲 イ長調   | -        |                                      |
| B1 - 16  | 交響曲 ロ長調   | -        | B2のみ3楽章（Hob. 1 - 59と関連あり） |